# César Augusto Lequerica Delgado
César Augusto Lequerica Delgado, escritor y periodista peruano; nace en Iquitos, Perú, en 1903 y muere en 1970.
Aparece en 1920, unos de sus primeros ensayos denominados Naturaleza dormida; es miembro de la Comisión Municipal Investigadora de la Fundación de Iquitos, vocal del Instituto Libertador Castilla, presidente del Centro Federado de Periodistas de Iquitos, director de los diarios "El Eco", "La Razón", "Loreto Gráfico" y "La Verdad", miembro de la comisión Central del IV Centenario del río Amazonas, Director de la Biblioteca Pública de Iquitos, que hoy día lleva su nombre y Sub-Prefecto de Coronel Portillo en 1950.
Sachachorro es una obra catalogada entre los libros más importantes que sobre el folclore de la hoya Amazónica han publicado estudiosos nacionales y extranjeros, la obra constituye un valioso aporte a la literatura de la Amazonia peruana.
hoy es el día del periodismo en el Perú , el señor cesar lequerica fue director de los diarios el oriente, el eco loreto grafico en la década de los años 40, m50 y corresponssal de prensa asociada a nivel internacional, llegó a ser presidente del periodismo en los años 50 siendo si tío político Don Benjamín C. Dublé el gestor del periodismo en Iquitos en los años 30 siendo su maestro en periodismo.